# Parafia Niepokalanego Serca Najświętszej Maryi Panny w Krasnej
Parafia Niepokalanego Serca Najświętszej Maryi Panny w Krasnej – parafia rzymskokatolicka znajdująca się w diecezji rzeszowskiej w dekanacie Strzyżów. Erygowana w 1947 roku.
Kościół parafialny, murowany, został zbudowany w 1914 jako cerkiew greckokatolicka. 
Od 5 sierpnia 2023 proboszczem parafii jest ks. Tadeusz Kukulski.  